# QX Gaygalan 2002
QX Gaygalan 2002 var den fjärde QX Gaygalan och den hölls på Tyrol på Gröna Lund i Stockholm den 3 februari 2002. Galan leddes av Sissela Kyle. Priserna delades ut till personer som nominerats av tidningen QXs läsare. Det delades ut priser i tjugo kategorier, nitton av dessa hade röstats fram av läsarna. Det tjugonde, QX hederspris, beslutas av tidningen och det gick till Stig-Åke Petersson, för att han i 30 år kämpat ideellt för att ge homosexuella som förföljts i sina hemländer uppehållstillstånd.

## Vinnare och nominerade
Vinnare markeras med fetstil, nominerade anges när uppgift finns:
| Årets homo/bi | Årets hetero                                                                                               |
| --- | --- |
| - Andreas Lundstedt - Jonas Gardell - Cream - Alexander Ervik - Amir Sangarnegar, utvisningshotad iranier | - Mona Sahlin - Lena Philipsson - Kikki Danielsson                                                         |
| Årets hederspristagare | |
| Stig-Åke Petersson, för att han i 30 år kämpat ideellt för att ge homosexuella som förföljts i sina hemländer uppehållstillstånd. | |
| Årets drag | |
| - Rickard Engfors - Tollie och Dolores - Conny Bäckström | |
| Årets restaurang | Prets |
| - Mandus - Koloni - Spisa hos Göken | - Torget - Häcktet - Patricia                                                                              |
| Årets utländska låt | Årets svenska låt                                                                                          |
| - Can´t get you out of my head – Kylie Minogue - Lady Marmalade – Lil`Kim, Pink, Chrisitina Aguilera med flera - Family Affair – Mary J. Blige | - Lyssna till ditt hjärta – Friends - Come Along – Titiyo - (I would) Die for you – Antique                |
| Årets svenska film | Årets reklam                                                                                               |
| - Sprängaren - Känd från TV - Livvakterna | - Stockholm Pride - Ica - Wasabröd                                                                         |
| Årets TV-program | Årets Comeback                                                                                             |
| - Queer - Farmen - Reuter & Skoog | - Lena Philipsson - Army of Lovers - Kikki Danielsson                                                      |
| Årets scenhändelse | Årets bok                                                                                                  |
| - Lena Ph på Börsen – Lena Philipsson - Rent, musikalen - Livet – Jonas Gardell | - Ett ufo gör entré – Jonas Gardell - Det här är inte en bok – Linda Skugge - Mikrofonkåt – Fredrik Strage |
| Årets roligaste kväll | Årets butik                                                                                                |
| - Avslutningsgalan Pride - Lesbian Heaven - Stockholm Shame | - Ikea - Lars Wallin - H&M                                                                                 |
| Göteborgspriset | Öresundspriset                                                                                             |
| - Krizz de Light - Club Queer - Håkan Hellström | - Missis Green - Twisted - Pan                                                                             |
| Årets flopp | |
| - Gustav von Essen, för att han menade att den homosexuella iraniern kunde utvisas eftersom det inte är läggningen utan handlingen som regeringen straffar, och att han inte behöver göra väsen av sin homosexualitet. - Michaela de la Cours Madonna-medley - George Bush | |